# بیلوتیچی
بیلوتیچی (به صربی: Bjelotići) یک منطقهٔ مسکونی در کشور صربستان است که در ناحیه زلاتیبور واقع شده‌است.